# プラヴァー (機雷敷設艦)
プラヴァー (HMS Plover) はイギリス海軍の沿岸機雷敷設艦。
基準排水量805ロングトン (818 t)、全長195フィート (59.4 m)、最大幅33フィート9インチ (10.3 m)、吃水10フィート (3.0 m)。直立型3段膨張式蒸気機関2基搭載、2軸推進で出力は1400図示馬力 (1,000 kW)、最大速度は14.75ノット (27.32 km/h; 16.97 mph)であった。蒸気は2基の水管ボイラーより供給された。重油搭載量は116ロングトン (118 t)。乗員は69名。
兵装は0.303 in (7.7 mm)機銃2基であったが、第二次世界大戦開戦後に12ポンド（3インチ、76.2 mm）砲単装1基と20-ミリメートル (0.8 in)エリコン機銃1基が追加された。機雷搭載数は80個であったが、第二次世界大戦開戦後に機雷揚収装置が撤去され搭載数が100個に増やされた。また、戦争中に286型対空警戒レーダーが搭載された。
建造はウィリアム・デニー・アンド・ブラザース社。1936年7月21日発注。1931年10月7日起工。1937年6月8日進水。同年9月24日就役。
第二世界大戦中、「プラヴァー」は15237個の機雷を敷設。その機雷で1942年1月にベルギー沖でドイツ駆逐艦「ブルーノ・ハイネマン」が沈んでいる。また、戦争末期の1945年4月30日にはリザード岬の南17キロメートル (11 mi)でドイツ潜水艦「U325」が「プロヴァー」の敷設した機雷に触れ沈んだ。
1953年6月15日、エリザベス2世の即位を祝う観艦式に参加。
1969年に売却。スコットランドのInverkeithingで解体。